# Музей города Белграда
Музей города Белграда (серб. Muzej grada Beograda) — муниципальный музей Белграда, столицы Сербии. Администрация находится по адресу: ул. Змай Йовина, 1.

## Описание
Содержит коллекцию из 140 тыс. экспонатов. Количество департаментов три: археологический, исторический, художественный, которые включают 25 отделов. Из-за нехватки пространства постоянных выставок не проводится, и музей выставляется  в Конаке княгини Любицы либо в других зданиях.

## История
Возникновение коллекции музея связано с именем белградского купца Самуило Стефановича, который в 1894 году предложил городу купить у него за 40 тысяч слитков золота собрание старинного оружия, драгоценностей и картин. И хотя покупка не состоялась, предложение является доказательством того, что городские власти озаботились созданием музея.
В 1902 году коллекция купца была куплена за 30 тысяч слитков серебром. 15 октября 1903 года городом была выделена комната в Национальном музее для показа экспонатов, который именовался Муниципальный музей. Эта дата считается временем основания музея.
В связи с переездом Апелляционного суда из дворца княгини Любицы, пустующее здание решено было отдать музею. 21 октября 1911 года был выпущен приказ о передаче помещений, однако по причине первой мировой войны либо иных событий этому не суждено было осуществиться. Значительная часть архивов города пропала в войне.
Согласно описи к концу 1929 года в музее насчитывалось 155 предметов. Через пять лет их чисто выросло до 1062. В 1937 году прошла первая художественная выставка. В течение второй мировой войны музей был закрыт после того как в него попала бомба и пострадала крыша и верхний этаж.
С 1948 года силами музея начались археологические раскопки в Жарково, а в 1954 году частью музея стал «Музей 4 июля».
В 1980 году дворец княгини Любицы вошёл в состав музея.

### Состав

#### Культурно-исторические музеи
- Дворец княгини Любицы
- Наследие Павы и Милана Секулич (Музей икон)

#### Краеведческие музеи
- Краеведческий музей Земуна
- Музей Младеноваца

#### Мемориальные музеи
- Музей Иво Андрича
- Музей Йована Цвийича
- Музей Тома Росандича
- Музей концлагеря Баница
- Музей Пайи Йовановича

#### Другие
- Археологические раскопки Винча
- Баничкого логора

### Коллекции
- Доисторическое время
- Античность
- Период переселения народов, Средние века и Турецко-австрийский период
- Монеты и медали
- Археологические раскопки Винча
- История Белграда 1521—1918
- История Земуна 1521—1918
- История Белграда 1918—1941
- История Белграда с 1941
- Искусство и музыка до 1950
- Искусство и музыка с 1950
- Прикладное искусство и этнология
- Наука и образование
- Культура и литература
- Городское планирование и архитектура